# 샤오뎬구

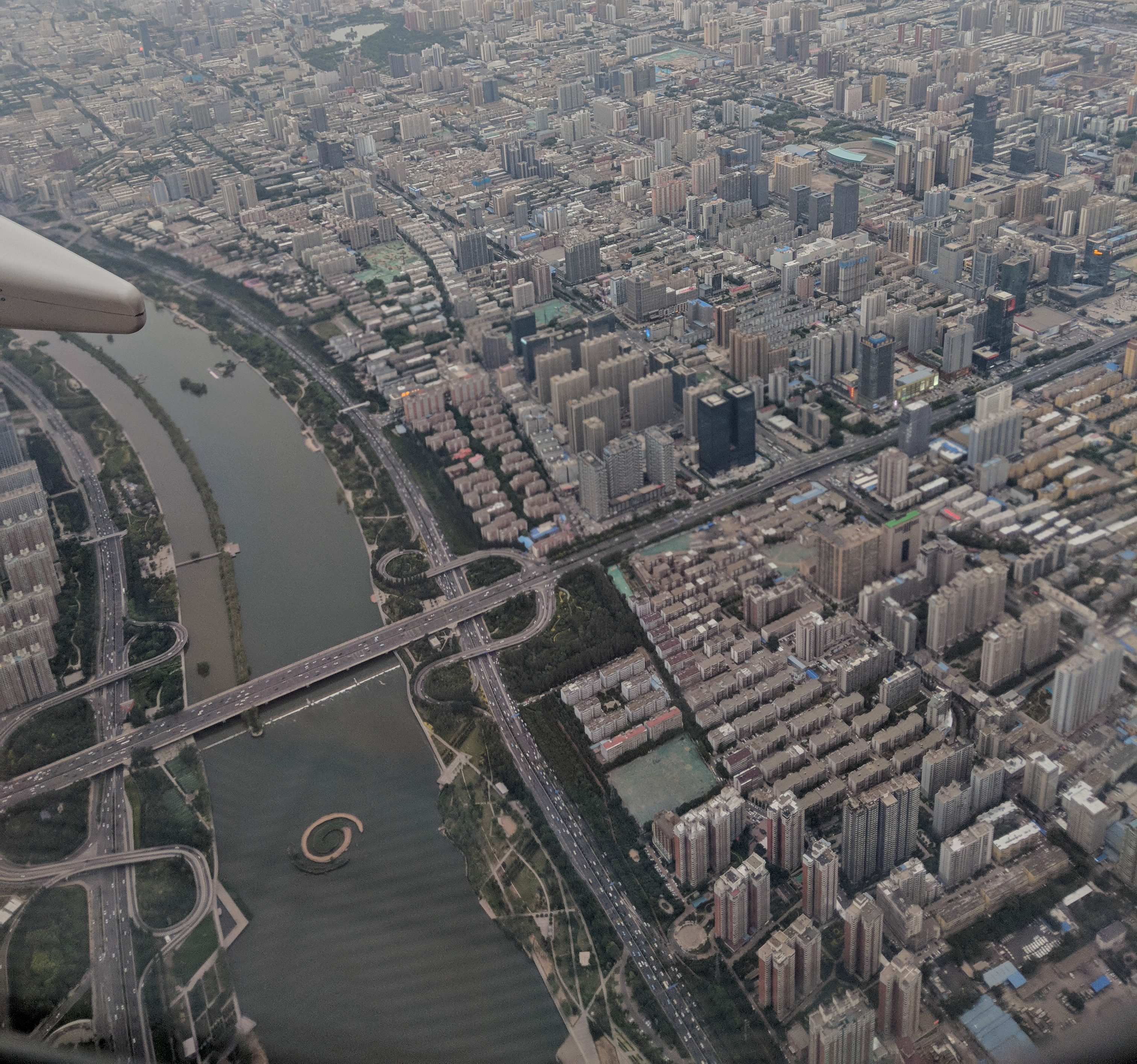

샤오뎬구(한국어: 소점구, 중국어: 小店区, 병음: Xiǎodiàn Qū)는 중화인민공화국 산시성 타이위안시의 행정구역이다. 넓이는 295km2이고, 인구는 2007년 기준으로 570,000명이다. 타이위안 우수 국제공항이 있다.

## 행정 구역
6개 가도, 1개 진, 2개 향을 관할한다.
- 가도: 坞城街道, 营盘街道, 北营街道, 平阳街道, 黄陵街道, 小店街道
- 진: 北格镇
- 향: 西温庄乡, 刘家堡乡